# 鄧斯坦伯城堡

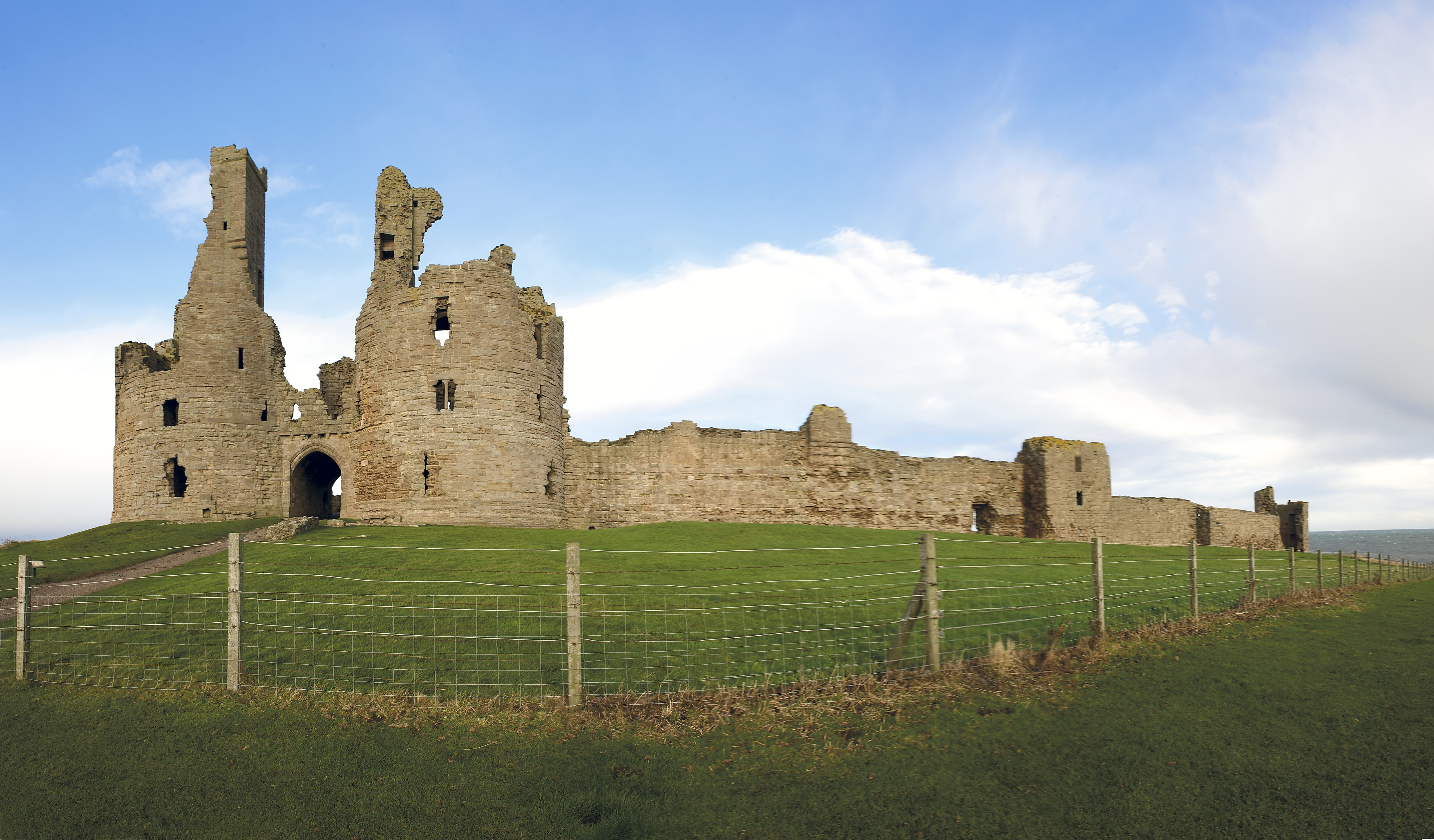
鄧斯坦伯城堡

鄧斯坦伯城堡（Dunstanburgh Castle）是英國英格蘭北部諾森伯蘭郡的一座城堡。這座城堡修建在1313年至1322年，臨海岸線。隨著英格蘭和蘇格蘭國境之間戰事減少，城堡的軍事用途也隨之減少。1604年，城堡被出售給私人。1900年，城堡附近修建了一座高爾夫球場。現在這座城堡是英格蘭遺產，並且是英國的I級登錄建築。

## 外部連結
- Dunstanburgh Castle information at the National Trust （页面存档备份，存于）
- Dunstanburgh Castle information at English Heritage （页面存档备份，存于）